# Головмох майжегострокінцевий
Головмох майжегострокінцевий (Bryum subapiculatum) — вид мохів порядку головмохальних (Bryales).

## Поширення
Батьківщиною є Європа, Африка, Північна Америка, Південна Америка, Австралія.
Населяє порушений сухий або вологий ґрунт, ґрунт над кременистою породою, сільськогосподарські поля; від низьких до високих висот (0–2000 метрів).

## Галерея

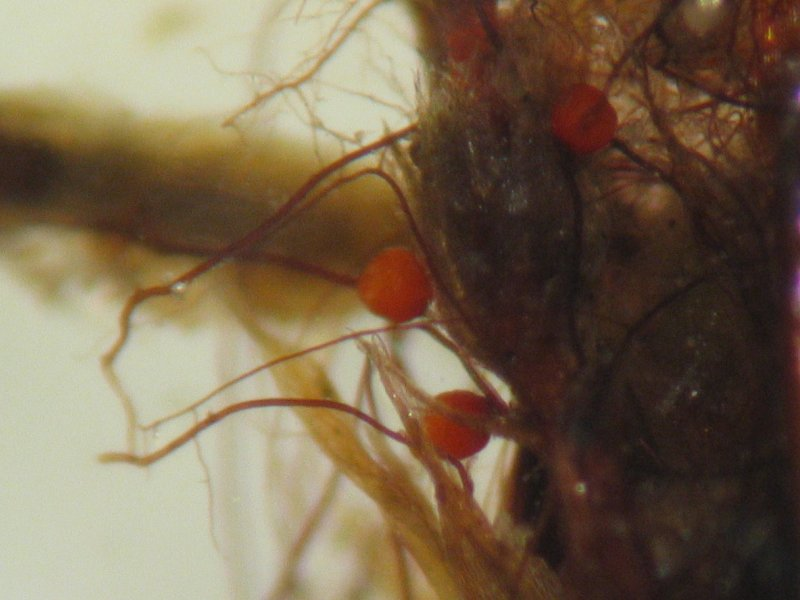
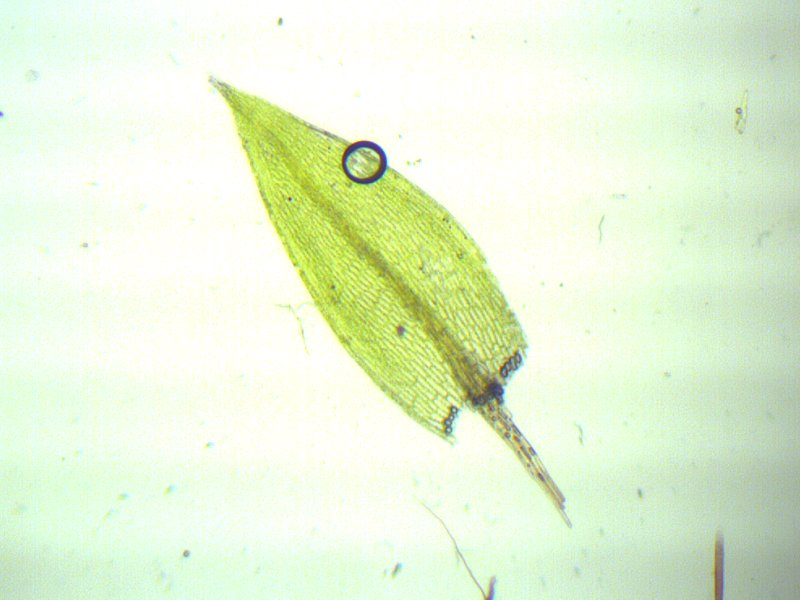

## Характеристика
Рослини дрібні, зелені або жовто-зелені, часто з червонуватим відтінком. Стебла 0.5–1(2) см; ризоїди бурі або червоно-бурі. Листки нещільно посаджені, широко-ланцетні, яйцювато-ланцетні або вузько-яйцеподібні, слабо-увігнуті, 0.4–1.5(2) мм; краї від плоских до вигнутих проксимально, зубчасті дистально; верхівка від гострої до загостреної. Спеціалізоване нестатеве розмноження ризоїдальними бульбами, на довгих ризоїдах у ґрунті або зрідка біля основи стебла, яскраво-червоні, сферичні, 150–300 мкм. Вид дводомний. Коробочка нахилена чи висяча, 2–3 мм.